# Нейл Ель Айнауі
Нейл Ель Айнауі (араб. نائل العيناوي, нар. 2 липня 2001, Нансі, Франція) — марокканський футболіст, півзахисник французького клубу «Ланс».

## Ігрова кар'єра

### Клубна
Нейл Ель Айнауі народився у французькому місті Нансі і з 2009 року займався футболом у місцевій футбольній школі клубу «Нансі», з яким пізніше підписав професійний контракт до 2021 року. Дебютну гру на професійному рівні Ель Айнауі провів 31 липня 2021 року у Лізі 2 проти «Тулузи».
Влітку 2023 року футболіст перейшов до клубу Ліги 1 «Ланс», з яким підписав контракт на чотири роки. Першу офіційну гру в новій команді півзахисник провів 24 вересня 2023 року проти тієї ж «Тулузи». В сезоні 2023/24 Ель Айнауі у складі «Ланса» грав у груповому раунді Ліги чемпіонів.

### Збірна
З 2023 року Нейл Ель Айнауі виступає за олімпійську збірну Марокко.